# Tipula (Tipula) soror
Tipula (Tipula) soror is een tweevleugelige uit de familie langpootmuggen (Tipulidae). De soort komt voor in het Afrotropisch gebied.